# Seznam nosilcev zlate medalje generala Maistra
Seznam nosilcev zlate medalje generala Maistra.

## Seznam
(datum podelitve - ime)
- 16. maj 1993 - Vito Berginc - Žarko Henigman - Branko Hreščak - Ladislav Mezinc - Jožef Žunkovič

- 27. oktober 1997 - Janez Butara

- 11. maj 1998 - Franc Kunovar

- 12. maj 1999 - Pavel Vindišar

- 11. maj 2000 - Dušan Doberšek

- 24. oktober 2000 - Iztok Podbregar

- 18. maj 2001 - Marjan Grabnar - Viktor Kranjc

- 31. maj 2004 - Alojz Završnik

- 15. maj 2008 - Bojan Pograjc

- 15. maj 2013 - Nikolaj Završnik